# トータル・ドラマ・アイランド
「トータル・ドラマ・アイランド」（Total Drama Island）は、2007年から2008年まで放映されたカナダのTVアニメで、「トータル・ドラマ」の最初のシーズンである。

## 登場人物
- 司会者
  - クリス・マクリーン (声優: クリスチャン・ポテンザ;  堀川りょう)
  - シェフ・ハチェット

- 参加者
  - ディジェイ
  - グウェン
  - トレント
  - ヘッダー
  - ダンカン
  - レショナ
  - オーウェン
  - ジェフ
  - ブリジット
  - リンジー
  - ベス
  - タイラー
  - ハロルド
  - コートニー
  - ノア
  - コーディ
  - ジャスティン
  - イージー
  - イーバー
  - エゼキアル
  - ケイティ＆セイディ